# Daiva Kšanienė
Daiva Kšanienė (ur. 4 lipca 1943 w Szawlach) – litewska muzykolog i wykładowczyni, od 2007 przewodnicząca senatu Uniwersytetu Kłajpedzkiego. 

## Życiorys
Po ukończeniu Wyższej Szkoły Muzycznej w Szawlach (obecnie: Konserwatorium) podjęła naukę w Akademii Muzycznej Litewskiej SRR, którą ukończyła w 1965. W tym samym roku rozpoczęła nauczanie na Wyższej Szkole Muzycznej im. Stasysa Šimkusa w Kłajpedzie (obecnie: Konserwatorium). Od 1971 zatrudniona jako wykładowca Wydziału Kłajpedzkiego Konserwatorium Państwowego Litewskiej SRR. Od 1979 do 1990 stała na czele tamtejszej Katedry Historii i Teorii Muzyki. W 1992 podjęła pracę na Wydziale Sztuki Uniwersytetu Kłajpedzkiego, którego prorektorem była w latach 1990-95. Od 1996 pełniła ponownie funkcję dyrektora Katedry Historii i Teorii Muzyki. 
W 1998 obroniła pracę doktorską z dziedziny muzykologii, od 2004 jest profesorem. W 2002 wybrano ją w skład Senatu Uniwersytetu Kłajpedzkiego, od stycznia 2007 przewodniczy jego obradom. 
W 1976 przystąpiła do Związku Kompozytorów Litewskiej SRR. W latach 1998–2002 kierowała oddziałem kłajpedzkim Litewskiego Związku Kompozytorów. 
W 1990 wybrana w skład Rady Miejskiej Kłajpedy – swój mandat sprawowała do 1995. 
Za swą działalność na rzecz Kraju Kłajpedzkiego została w 2001 wyróżniona nagrodą Vydūnasa przyznaną przez Fundusz Naukowo-Literacki Małej Litwy. 

## Wybrane prace
- Muzika Klaipėdos krašte: Muzikinis gyvenimas iki 1939, Kaunas 1996
- Mažosios Lietuvos ir Klaipėdos krašto muzikos bei kultūros veikėjai. XVI a. - XX a. pirmoji pusė: bibliografinis žinynas, Klaipėda 2000
- Muzika Mažojoje Lietuvoje. Lietuvių ir vokiečių kultūrų sąveika (XVI a.-XX a. 4 dešimtmetis), Klaipėda 2003